# Gasteracantha rhomboidea
Gasteracantha rhomboidea is een spinnensoort in de taxonomische indeling van de wielwebspinnen (Araneidae).
Het dier behoort tot het geslacht Gasteracantha. De wetenschappelijke naam van de soort werd voor het eerst geldig gepubliceerd in 1838 door Félix Édouard Guérin-Méneville.